# Фесслер, Марсель (автогонщик)
Марсель Фесслер (нем. Marcel Fässler, 27 мая 1976, Айнзидельн, Швейцария) — швейцарский автогонщик, трёхкратный победитель гонки «24 часа Ле-Мана», чемпион мира по гонкам на выносливость 2012 года.

## Начало карьеры
Гоночная карьера Фесслера началась в 1983 г, когда ему было 7 лет, с картинга, в котором выступал до 1993 г. В 1993—1995 гг. он посещал гоночную школу Эколя Винфилда, став лучшим среди ровесников. В 1995 г. он дебютирует во французской Формуле-Кампус, завершая сезон на 3 м месте. Следующий сезон он также заканчивает на 3 м месте, но уже во французской Формуле-Рено, получив также звание Новичка Года. Сезоны 1997—1998 г. Марсель провёл во французской Ф3, закончив первый сезон 11 м, а второй — 4 м. Вице-чемпионский титул немецкой Ф3 в 1999 г. показал, что Фесслер готов к большим гонкам.

## ДТМ
С возрождением ДТМ в 2000 г. Фесслер подписывает контракт с Мерседесом, за который он гонялся 4 года, до 2003 г., трижды (2000—2002 гг.) завершая сезон на 4 м месте. Свой четвёртый сезон в ДТМ он окончил третьим — его наивысшее достижение. Но после этого он перешёл в Опель и следующие два года закончил 9 м и 11 м — хорошее достижение для Опеля, но бороться с Мерседесами и Ауди он не мог. После ухода Опеля из ДТМ, покинул серию и Фесслер. Всего он провёл 67 гонок в ДТМ, в 3х выиграл и ещё 13 раз поднимался на подиум.

## Дальнейшая карьера
В 2006 г. Фесслер переходит в серию LMS где участвует в категории LMP1 за Swiss Spirit, и завершает сезон 4 м. В 2007 г., продолжая выступления LMS, он также был 3 м водителем за швейцарскую команду в A1GP (2 гонки). В 2007 г. Фесслер, вместе с Клаусом Людвигом, Робертом Лехнером и Сашей Бертом выступали в 24 часах Нюрбургринга на Aston-Martin DBRS9, но за 6 часов до финиша сошли из-за поломки двигателя, идя на 4 м месте. Но уже 29 июля того же года Фесслер, в экипаже с Жан-Дени Делетразом, Майком Хеземансом и Фабрицио Голлином победил в 24 часах Спа, выступая за Carsport Holland на Chevrolet Corvette C6R. В 2008 г. он участвует в чемпионате FIA GT за Phoenix Carsport (Corvette C6R).

## Личная жизнь
Марсель Фесслер женат и имеет от жены Изабель 3 дочерей (Шана, Элин и Йаэль). Постоянно семья Фесслеров проживает в Гроссе (Швейцария).